# بيرغر يانسن
بيرغر يانسن (بالنرويجية البوكمول: Birger Jansen)‏ هو لاعب هوكي جليد نرويجي، ولد في 7 يناير 1948 في باروم في النرويج، وتوفي بنفس المكان في 7 نوفمبر 2016.

## وصلات خارجية
- بيرغر يانسن على موقع أوليمبيديا (الإنجليزية)